# Євецький Федір Степанович
Євецький Федір Степанович (близько 1800, Катеринославщина — не відомо, після 1843) — український славіст, фольклорист і етнограф 30-40-х років 19 століття. Молодший брат О. Євецького.

## Біографія
Навчався у Харківському університеті. Служив у Варшаві при браті. Був у дружніх стосунках з І. І. Срезневським, котрий відвідав Євецького 1832 року в Катеринославі. У 1842–1843 роках зблизився з П. Дубровським, журналу якого, «Денниці», він допоміг, а також друкував у ньому свої власні статті та переклади. Збирав український фольклор, популяризував творчість Т. Шевченка.

## Твори
- Варшавские очерки. // Моск. Наблюдатель. — 1836, Т. 10. (рос. дореф.)
- Малороссийские исторические песни и думы. [Архівовано 12 серпня 2019 у Wayback Machine.] // Отечественные записки. — 1841, Т. XV, С. 65 — 93. (рос. дореф.)
- Малороссийская литература. // Денница. — 1842, Т. I, Т. II. (рос. дореф.)